# Dora Grozer
Dora Grozer (* 21. November 1995 in Duisburg) ist eine ehemalige deutsche Volleyballspielerin.

## Karriere
Grozer begann ihre Karriere in der Nachwuchsmannschaft des Moerser SC. Später spielte sie beim 1. VV Kamp-Lintfort und in der Jugend des VC Essen-Borbeck. 2010 ging die Außenangreiferin ins Internat des USC Münster. 2012 wurde sie vom TV Gladbeck verpflichtet. Mit dem Verein erreichte Grozer 2014 den zweiten Platz in der Zweiten Liga Nord. Anschließend wechselte sie zum Bundesligisten Ladies in Black Aachen. Mit Aachen erreichte sie 2015 das Finale im DVV-Pokal, das mit 2:3 gegen Allianz MTV Stuttgart verloren ging. 2016 ging Grozer zum Ligakonkurrenten 1. VC Wiesbaden. 2018 wechselte Grozer zum Schweizer Erstligisten Sm’Aesch Pfeffingen. Im März 2019 wurde sie mit dem Volley1-Award als Most Valuable Player (MVP) of the Year ausgezeichnet. In der Saison 2020/21 spielte sie wieder in der deutschen Bundesliga bei Allianz MTV Stuttgart. Am 7. Juni 2021 gab Grozer das Ende ihrer Profikarriere bekannt.

## Familie
Dora Grozer stammt aus einer ungarisch-deutschen Volleyballer-Familie; ihre Großmutter, ihre Eltern und ihre drei Brüder spielen bzw. spielten erfolgreich Volleyball. Dabei waren sowohl ihr Vater Georg Grozer senior als auch ihr Bruder Georg Grozer junior ungarische und deutsche Nationalspieler, spielten u. a. in der Bundesliga und wurden Volleyballer des Jahres.